# SMS Breslau
SMS  Breslau var en lätt kryssare i den tyska kejserliga marinen som deltog i det första världskriget på tysk och osmansk sida. Fartyget togs i bruk den 16 maj 1911 vid A.G. Vulcan-varvet i Stettin.
Breslau sändes den 5 november 1911 till den nybildade medelhavsdivisionen tillsammans med slagkryssaren SMS Goeben. Divisionen leddes av konteramiral Wilhelm Souchon, in i Medelhavet och insattes i aktiv tjänst utanför Montenegros kust. Vid krigets utbrott bombarderade fartygen hamnarna Bône och Phillipeville i Algeriet men åstadkom knappast mera än irritation. 
Fartygen förföljdes därefter av en brittisk flottenhet men lyckades fly ifrån den genom att segla in i Bosporen till turkiska vatten. De båda skeppen såldes därefter till Turkiet och Breslau hissade den turkiska flaggan den 16 augusti 1914 under det nya namnet TCG Midilli (det turkiska namnet för ön Lesbos). Den tyska besättningen förblev ombord, men sjömännen bar en fez som ny huvudbonad. Överföringen av Goeben och Breslau till den osmanska flottan bidrog starkt till att Turkiet deltog i det första världskriget på centralmakternas sida. Amiral Souchon utnämndes till chef för den osmanska flottan och förblev på denna post fram till 1917.
Midilli deltog därefter i flera operationer i Svarta havet mot den ryska flottan och i Egeiska havet efter det ryska fredsfördraget. Midilli deltog i sänkningen av de brittiska monitorerna HMS M28 och HMS Raglan men sjönk 19 januari 1918 efter att ha navigerat in i ett minfält utanför ön Imbros där fem minor exploderade mot hennes skrov. Endast 133 man av hennes besättning överlevde. 330 man omkom.
Den framtida tyska storamiralen Karl Dönitz tjänstgjorde som fänrik ombord på detta fartyg.

Breslaus vapen